# Vitögd todityrann
Vitögd todityrann (Hemitriccus zosterops) är en fågel i familjen tyranner inom ordningen tättingar.

## Utseende och läte
Vitögd tyrann är en liten och oansenlig tyrann. Arten är generellt ljusgul under och grön ovan. Det vitaktiga ögat som gett arten dess namn syns inte alltid tydligt i fält. Fågeln känns lättast igen på lätet, en grod- eller insektsliknande serie med tre till tio vassa toner på samma tonhöjd eller något fallande. 

## Utbredning och systematik
Vitögd todityrann delas in i två underarter med följande utbredning:
- Hemitriccus zosterops zosterops – förekommer från södra Colombia till södra Venezuela, Guyana och nordvästra Brasilien
- Hemitriccus zosterops flaviviridis – förekommer i norra Peru (centrala Amazonas och norra San Martín)

Vissa behandlar taxonet naumburgae, vanligtvis kategoriserad som underart till vitbröstad todityrann, som en del av vitögd todityrann.

### Familjetillhörighet
Arten placeras traditionellt i familjen tyranner. DNA-studier visar dock att Tyrannidae består av fem klader som skildes åt redan under oligocen, pekar på att de skildes åt redan under oligocen, varför vissa auktoriteter behandlar dem som egna familjer. Vitögd todityrann med släktingar placeras då i Pipromorphidae.

## Levnadssätt
Vitögd todityrann hittas i låglänta skogar. Där ses den ofta sitta still på medelhög höjd, varifrån den gör utfall för att fånga insekter. Olikt många andra arter slår den vanligen inte följe med kringvandrande artblandade flockar.

## Status och hot
Arten har ett stort utbredningsområde, men tros minska i antal, dock inte tillräckligt kraftigt för att den ska betraktas som hotad. Internationella naturvårdsunionen IUCN listar arten som livskraftig (LC).